# Liste der Kulturdenkmäler in Weroth
In der Liste der Kulturdenkmäler in Weroth sind alle Kulturdenkmäler der rheinland-pfälzischen Ortsgemeinde Weroth aufgeführt. Grundlage ist die Denkmalliste des Landes Rheinland-Pfalz (Stand: 21. Dezember 2021).

## Einzeldenkmäler
| Bezeichnung                       | Lage                                    | Baujahr                           | Beschreibung | Bild                           |
| --------------------------------- | --------------------------------------- | --------------------------------- | --- | ------------------------------ |
| Scheune                           | Mittelstraße, zu Nr. 1 Lage             | 18. Jahrhundert                   | Fachwerkscheune mit Niederlass, teilweise massiv, 18. Jahrhundert | Fotos hochladen                |
| Hofanlage                         | Mittelstraße 2 Lage                     | erste Hälfte des 18. Jahrhunderts | Dreiseithof; Fachwerkhaus, teilweise massiv, erste Hälfte des 18. Jahrhunderts, Erweiterung um 1850, Fachwerk-Wirtschaftsgebäude, teilweise massiv, 18. und 19. Jahrhundert | Fotos hochladen                |
| Katholische Kapelle St. Sebastian | Schulstraße 2 Lage                      | 1860                              | kleiner neugotischer Saalbau, 1860 | weitere Bilder Fotos hochladen |
| Pestkreuz                         | Unterstraße, gehört zu Haus Nr. 10 Lage |                                   | Kruzifix, Holz | weitere Bilder Fotos hochladen |